# Милан Крсмановић
Др Милан (Стевов) Крсмановић (Слатина, 1937) српско-црногорски је писац, новинар, политиколог и социолог, филозоф етичар, официр.

## Биографија
Рођен 13. јула 1937. године у селу Слатина на обронцима Дурмитора, у Црној Гори. Пешадијску подофицирску школу је завршио у Билећи, као први у рангу треће, најбројније класе у историји војног школства у Југославији. Војну академију К. В. и Високу војно-политичку школу, као и новинарску школу је завршио у Београду. Факултет политичких и социолошких наука је завршио у Сарајеву, а после дипломске студије магистрат и докторат одбранио је на београдском универзитету.
Био је први трупни официр, а потом уредник у листу „Народни борац“', дописник и сарадник у „Народној армији“, „Ослобођењу“, „Свијету“, „Нашим данима“, загребачком „Оку“, „Вјеснику“, на радио-станицама у Сарајеву, Загребу и Београду, нарочито на Другом и Трећем програму. Такође је био референт у Политичкој управи ССНО задужен за културу у ЈНА, професору Центру високих војних школа, руководилац централног дома ЈНА у Београду, начелник Одсека за образовање старешина у ССНО, начелник катедре у Високој војној школи ЈНА, проректор за науку и заменик ректора Војног универзитета и помоћник началника Центра високих војних школа. Биран је за редовног професора универзитета.
У новинарству је од 1963. до 1972. годинје објавио преко хиљаду новинарских написа, у свим жанровима новинарских изражавања. Објавио је преко 700 саопштења стручно научног карактера, који су заступљени у више десетина зборника и листова политичког, културног, и другог стручно-научног карактера. Од 1990. годне саопштио је на разним научним скуповима преко 40 мањих студија, у којима је изложен историјско-етички поглед на разне историјске догађаје, нпр. „Нека питања етике Мљетичког боја“ 1840. год, „Етички поглед на Колубарску битку“, „Етичке последице судара светова у 20 веку“, „Етика Мојковачког боја“, „Етика Црногораца на Солунском фронту“, „Етика слободарске борбе Краља Николе Првог Петровића“, „Етичко сагледавање античке историје Срба (Рачанска академија)“, а бавио се и старим историјско-античким темама Српства. У тој области поднео је пет реферата и дао више рецензија.
У области социјално-историјске и културне тематике, објавио је двадесетак мањих студија-публикација, а у области војне тематике десет лекција педагошког карактера.
Својевремен су посебан интерес југословенске јавности изазвале три Крсмановићеве књиге:“ Партијска политка и култура у социјализму“, „Путокази југословенске културе“, те „Култура и вештина комуницирања“. У војној тематици објавио је 20 посебно запажених стручно –научних прилога, публикованих у „Војном делу „Војном гласнику“, „Војноисторијском зборнику“, „Теорији и пракси ратне вештине“, „Војно-политичком информатору“, итд“,. Више радова научног карактера овога аутора је публиковано у зборницима Српске и Црногорске академије наука и уметности. Неки његови радови су преведени и на стране језике.
За своје радне, стручне и научне резултате Милан С. Крсмановић добио је бројна признања. Поред напредовања у војно служби, од водника до пуковника, доктора наука и професора универзитета, он је шеснаест пута јавно похваљиван од највиших војних и државних руководилаца, седам пута је одликован и награђен сатом од Врховног команданта оружаних снага СФРЈ.